# Sorhoanus hasanus
Sorhoanus hasanus är en insektsart som beskrevs av Anufriev 1978. Sorhoanus hasanus ingår i släktet Sorhoanus och familjen dvärgstritar. Inga underarter finns listade i Catalogue of Life.